# Joanjo Garcia
Joanjo Garcia (Valencia, 1977) es un escritor español en valenciano.

## Biografía
Licenciado en Historia por la Universidad de Valencia, ha sido profesor de ciencias sociales en diferentes centros públicos de educación secundaria en Cataluña. Participó en la redacción de la revista L'Accent. Como escritor, su primera novela fue Quan caminàrem la nit, ambientada en el golpe de Estado del 23-F, y con la que ganó en 2012 el Premio Enric Valor en su XXVIII edición que concede la Diputación de Alicante. Con Tota la terra és de vidre, una novela policíaca situada en el verano de 2012, ganó el Premio de narrativa Antoni Bru y en 2015 fue galardonado con el Premio de Novela Ciudad de Alcira por El temps és mentida, una obra sobre la violencia de género. Además, entre sus novelas se encuentra también Aquell agost amb punt final, sobre la desaparición de una mujer y como reacciona el conjunto social ante el hecho.